# Stazione di Toro
La stazione di Toro (土呂駅?, Toro-eki) è una stazione ferroviaria situata nel quartiere di Kita-ku a Saitama, città della prefettura omonima, servita dalla linea principale Tōhoku sulla quale sono esercitati i servizi Utsunomiya e Shōnan-Shinjuku della JR East.

## Servizi ferroviari
East Japan Railway Company
■ Linea Utsunomiya (Tōhoku)
■ Linea Shōnan-Shinjuku

## Struttura
La stazione è dotata di un marciapiede a isola con due binari in superficie.
| 1 | ■ Linea Utsunomiya      | per Oyama, Utsunomiya e Kuroiso                |
| 2 | ■ Linea Utsunomiya      | per Ōmiya, Akabane e Ueno                      |
| 2 | ■ Linea Shōnan-Shinjuku | per Ōmiya, Shinjuku, Yokohama, Ōfuna e Odawara |

## Stazioni adiacenti
| «                                                                               | Servizio                      | »                     |
| Linea Utsunomiya                                                                | Linea Utsunomiya              | Linea Utsunomiya      |
| Linea Shōnan-Shinjuku                                                           | Linea Shōnan-Shinjuku         | Linea Shōnan-Shinjuku |
| ------------------------------------------------------------------------------- | ----------------------------- | --------------------- |
| Ōmiya                                                                           | Locale Locale Shōnan-Shinjuku | Higashi-Ōmiya         |
| Il Rapido "Rabbit", il Rapido Pendolari e il Rapido Shōnan-Shinjuku non fermano |                               |                       |